# XVII Universiade
La XVII Universiade estiva (1993 Summer Universiade) si svolse a Buffalo  Stati Uniti dall'8 al 18 luglio 1993.

## Medagliere
| Nazione     |    |    |    |
| ----------- | -- | -- | -- |
| Stati Uniti | 31 | 23 | 19 |
| Cina        | 17 | 6  | 5  |
| Canada      | 11 | 13 | 14 |
| Ucraina     | 11 | 6  | 9  |
| Cuba        | 8  | 4  | 4  |
| Romania     | 7  | 2  | 3  |
| Germania    | 6  | 9  | 13 |
| Giappone    | 5  | 12 | 13 |
| Italia      | 5  | 10 | 8  |
| Francia     | 5  | 7  | 11 |

## Programma
La manifestazione ha visto cimentarsi atleti in 12 sport:
- Atletica leggera (dettagli)
- Baseball (dettagli)
- Canottaggio (dettagli)
- Calcio (dettagli)
- Ginnastica artistica (dettagli)
- Ginnastica ritmica (dettagli)
- Pallacanestro (dettagli)
- Pallanuoto (dettagli)
- Pallavolo (dettagli)
- Scherma (dettagli)
- Nuoto (dettagli)
- Tennis (dettagli)
- Tuffi (dettagli)